# 1738
1738. је била проста година.

## Догађаји

### Новембар
- 18. новембар — Бечки мир

### Датум непознат
- Википедија:Непознат датум — Основан је Дудешти Веки

## Рођења

### Јун
- 4. јун — Џорџ III, британски краљ. († 1820)

### Август
- 15. август — Вилхелм Хершел, немачко-британски астроном и композитор. († 1822)